# What the Dub?!
What the Dub?! ist ein Multiplayer-Party-Computerspiel, das von Wide Right Interactive entwickelt und veröffentlicht wurde. Das Spiel wurde am 8. April 2021 weltweit veröffentlicht.

## Spielprinzip
Das Spiel läuft in Runden ab. Jede Runde wird ein Videoclip aus einem Film oder einer Mitteilung eines öffentlichen Dienstes aus der Public Domain mit fehlendem Dialog gezeigt. Über 500 Clips sind im Spiel vertreten, aber der Host kann auch benutzerdefinierte Clips mit den dazugehörigen Untertiteldateien in die Spieldateien hinzufügen. Die Spieler müssen den Dialog mit eigenen Worten ersetzen lassen und die Spieler können auch Soundeffekte einfügen. Der neue Dialog wird mithilfe von Text-to-Speech ausgegeben und der Spieler hat auch die Möglichkeit, die Sprache des Text-to-Speechs zu ändern. Ab drei Spielern können die Spieler für ihren Lieblings-„Dub“ abstimmen. Der Spieler, der die meisten Punkte nach allen Runden besitzt, gewinnt.
Das Spiel ist für maximal sechs Spieler ausgelegt, jedoch können während des Spiels sechs weitere Spieler beitreten. Diese können jedoch nur für die Dubs abstimmen und nicht selber mitspielen.
Das Spiel bietet auch eine Integration des Live-Streaming-Videoportals Twitch an. Dort können die Zuschauer auch für die Dubs abstimmen, falls jemand das Spiel auf Twitch streamen sollte.
Die Person, die das Spiel startet, wird der Host und die Spieler können mit ihrem Webbrowser oder Smartphone dem Spiel beitreten.

## Vorkommende Filme
Die Filme, deren Clips im Spiel vorkommen, sind beispielsweise:
- Die Nacht der lebenden Toten
- Der Kopf, der nicht sterben durfte
- Kleiner Laden voller Schrecken
- The Terror – Schloß des Schreckens
- Jesse James Meets Frankenstein’s Daughter
- Jagd auf Spieldosen
- Horror-Expreß
- Stadt der Toten
- Das Haus auf dem Geisterhügel
- MacLintock

## Entwicklung
Das Spiel wurde am 8. April 2021 veröffentlicht. Seit der Veröffentlichung bekam das Spiel einige Updates.
- Bei der Veröffentlichung war Englisch die einzige Text-to-Speech-Sprache. In einem späteren Update kamen 28 neue Sprachen dazu und in einem späteren Update danach kamen auch noch 13 weitere Sprachen dazu, jedoch nur für weibliche Sprechrollen.[1][2]
- Es gab nur ca. 300 Clips bei der Erstveröffentlichung. Bei einem späteren Update wurde die Clipanzahl um 100 und dann später wieder um 125 angestiegen.[6][7]
- Der Twitch-Chat konnte beim Chat-Voting nur für Dubs abstimmen. In einem späteren Update konnte der Twitch-Chat auch nun für den nächstkommenden Clip abstimmen.[7]

## Rezeption
What the Dub?! erhielt überwiegend positive Bewertungen. Die Nintendo-Switch-Version des Spiels bekam auf Metacritic einen Metascore von 81 und die PlayStation-4-Version bekam einen Metascore von 78. Das Spiel bekam auf OpenCritic eine „starke“ Bewertung von ebenfalls 78 Punkten. Einige Medien verglichen das Spiel mit der Spielereihe Jackbox und der Fernsehsendung Mystery Science Theater 3000. Scott Baird von Screen Rant beschrieb das Spiel als „ein unterhaltsames Partyspiel, das großartig ist, um jedem die Möglichkeit zu geben, seine komödiantischen Fähigkeiten unter Beweis zu stellen.“ Er sagte auch: „What The Dub?! ist ein großartiges Spiel, um mit Freunden auszubrechen und ein paar Lacher zu haben, auch wenn man online spielt.“ Mike Minotti von VentureBeat beschrieb das Spiel als „die perfekte Gelegenheit, ihren Freunden zu zeigen, wie viel lustiger Sie sind als sie.“